# Cuisine du Vanuatu
La cuisine du Vanuatu (en bichelamar : aelan kakae, littéralement « cuisine insulaire ») comprend du poisson, des légumes-racines comme le taro et l'igname, des fruits et des légumes. La plupart des familles insulaires cultivent des aliments dans leurs jardins et les pénuries alimentaires sont rares. Les papayes, les ananas, les mangues, les plantains et les patates douces sont abondants pendant une grande partie de l'année. Le lait de coco et la crème sont utilisés pour parfumer de nombreux plats. La plupart des aliments sont cuits sur des pierres chaudes ou par ébullition et cuisson à la vapeur ; peu d'aliments sont frits. Le Vanuatu étant l'une des rares régions du Pacifique Sud influencées par le monde extérieur, la cuisine du Vanuatu a une nature multiculturelle.

## Ingrédients de base
Les aliments du Vanuatu contiennent plusieurs ingrédients de base tels que l'igname, le taro, la banane, la noix de coco, la canne à sucre, les noix tropicales, les porcs, les légumes verts, la volaille et les fruits de mer. Les habitants natifs du Vanuatu cultivent généralement la plupart de leur nourriture, à l'exception des aliments de luxe comme le riz ou le poisson en conserve.

## Boisson traditionnelle
Le kava, une boisson psychoactive traditionnelle non alcoolisée, est extrêmement populaire au Vanuatu. Autrefois prestigieuse boisson brassée à partir de Piper methysticum, elle est généralement bue au crépuscule, avant le dîner, principalement par les hommes mais de plus en plus par les femmes. Bien qu'elle ait des effets narcotiques et relaxants légers sur l'individu, elle est surtout appréciée pour l'atmosphère sociale détendue à laquelle elle est traditionnellement associée, tant dans les zones urbaines que rurales, dans le contexte du nakamal.
Le kava est une boisson bien connue, couramment bue dans tout le Pacifique Sud, car elle est fortement liée aux traditions sacrées et aux croyances coutumières. Cependant, dans certains groupes sociaux, la fonction et l'étiquette d'origine qui accompagnent l'activité ont quelque peu perdu de leur vénération et donner lieu à une consommation abusive.

## Aliments traditionnels

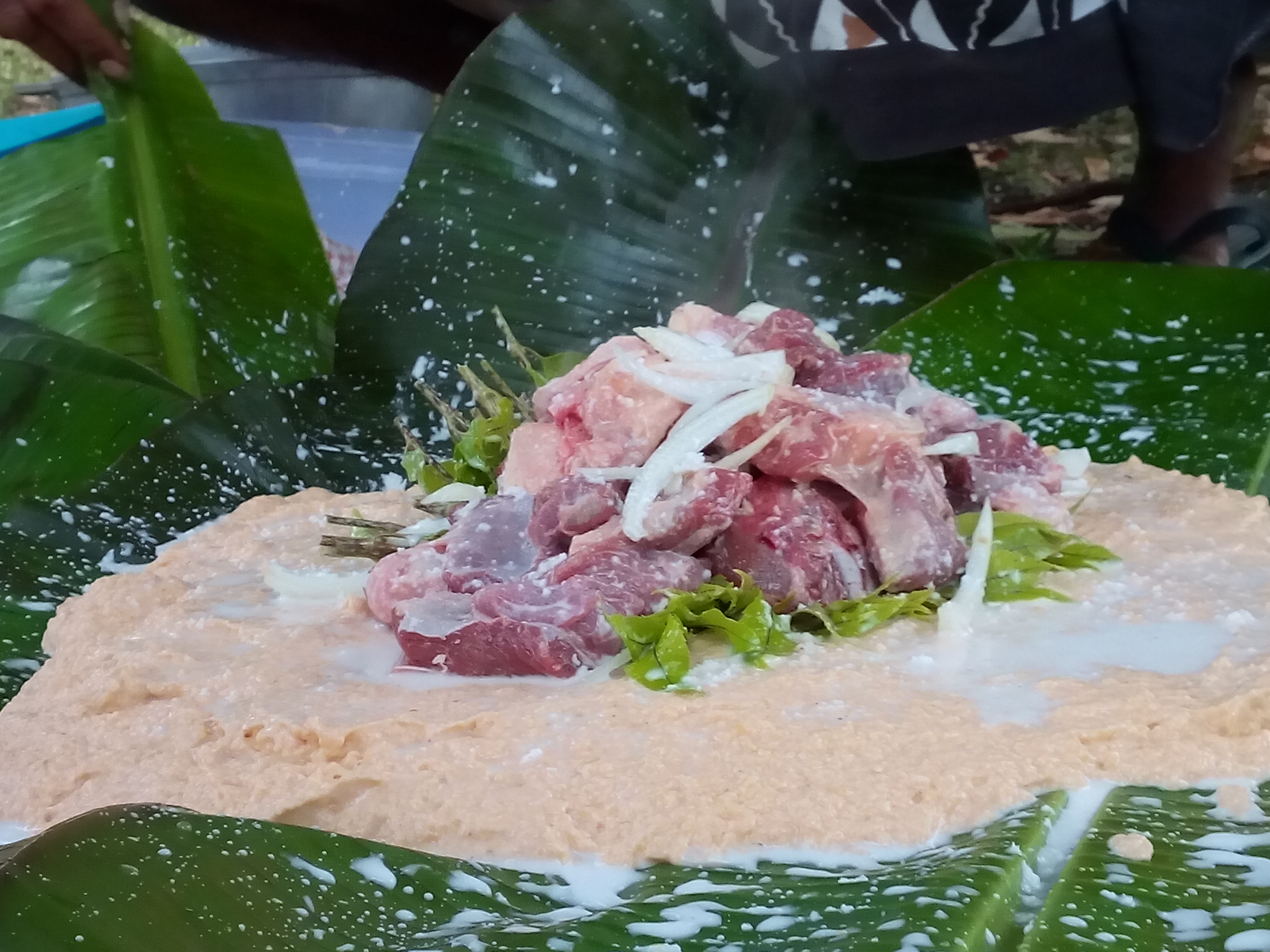
Laplap sosor, une variante du plat national de l'île de Mallicolo.

Le plat national du Vanuatu est le laplap. Le laplap est un pudding cuit au four. Il est composé d'igname râpée, de banane, de manioc ou de taro mélangés à du lait de coco et du sel, enveloppés dans des feuilles de bananier, puis cuits sous des pierres volcaniques chaudes. Il existe une variété de styles de laplap d'une île à l'autre. Mallicolo a une technique unique dans la façon dont ils font cuire leur laplap, spécifiquement appelée « Sosor », où ils placent une pierre volcanique brûlante au centre du pudding non cuit, avec des ailes de poulet, de l'oignon et de la tomate sur le dessus de la pierre. Ils pressent ensuite du lait de coco sur tout le pudding, l'enveloppent et le font cuire. Une fois cuit, le Sosor est ouvert, la pierre retirée et toute la viande est cuite (cuite à la vapeur à partir du lait de coco), un puits est creusé au centre du pudding et plus de lait de coco est pressé pour servir de sauce à tremper. Les marchés locaux ont souvent des marchands ambulants qui vendent du lap-lap local avec diverses garnitures, par exemple du poulet, du bœuf, du poulpe ou du poisson frit.
Un autre plat populaire est le simboro, un rouleau cuit à la vapeur de banane râpée, de manioc, d'igname, de taro ou de farine enveloppé dans des feuilles de bananier et recouvert de lait de coco.
Les renards volants sont également capturés, gardés en cage et consommés en ragoût dans certaines îles.
Le régime alimentaire traditionnel est également riche en animaux marins. De nombreux villages ruraux qui vivent près des zones côtières (ou des lacs et des rivières) sont réputés pour leurs compétences de pêche et incorporent toutes sortes de crustacés, de poissons des profondeurs et de récifs dans leurs repas quotidiens. Les habitants sont reconnus comme des pêcheurs habiles s'ils parviennent à attraper des poissons des profondeurs comme le thon, le barracuda ou le marlin, avec des méthodes traditionnelles. Les autres types d'animaux marins couramment consommés sont l'empereur rouge, le poisson-perroquet, la morue, la carangue, les coquillages pervenches, le homard et les crabes des sables. Le crabe de cocotier est également considéré comme un mets délicat unique au Vanuatu. Cependant, de nombreux restaurants du Vanuatu ont cessé de servir ce plat car le crabe risque de devenir une espèce en voie d'extinction.

## Cuisine moderne du Vanuatu
Pendant la période coloniale franco-britannique, des groupes de migrants venus d'autres pays, dont certains étaient également des pays colonisés par la France et la Grande-Bretagne, ont afflué. Certains de ces groupes venaient du Vietnam, de Wallis-et-Futuna, des Fidji, de Chine, de Nouvelle-Zélande, d'Australie et d'expatriés européens. Les populations migrantes avaient tendance à vivre dans les capitales du Vanuatu, par exemple Port-Vila et Luganville, et ont donc introduit des aliments étrangers tels que le pain français, les rouleaux de printemps vietnamiens, connus sous le nom de « Nems » et les beignets frits, connus sous le nom de « gâteau huit » (frits et façonnés en forme de chiffre « 8 », ou le tristement célèbre « pain local »).
L'héritage de ces populations migrantes est resté dans la cuisine moderne du Vanuatu et continue d'être populaire, dans l'État désormais indépendant du pays.
L'industrie touristique en plein essor a également contribué à l'essor des bars et restaurants de cuisine occidentale que l'on trouve dans les zones urbaines du pays. Les plats occidentaux courants tels que le « poulet et les frites » ou la « pizza » et les recettes asiatiques courantes telles que le « riz frit » et les plats de viande « sautés » peuvent être trouvés dans de nombreux restaurants mais sont considérés comme des aliments de luxe coûteux dans le régime alimentaire local.
Avec la migration toujours croissante des îles vers la capitale urbaine du pays, de nombreuses personnes ont abandonné leur mode de vie de la terre pour s'installer dans des logements loués dans des banlieues surpeuplées. Avec seulement peu de terres pour l'agriculture et la subsistance agricole, en plus des exigences de la vie professionnelle moderne, de nombreux citadins se tournent vers des produits alimentaires pratiques, comme les aliments transformés en conserve, pour nourrir leurs ménages. L'introduction de produits transformés étrangers a également été identifiée comme un facteur contribuant à l'augmentation des maladies non transmissibles.
Il n'y a pas beaucoup de grands animaux terrestres qui ont été domestiqués pour l'alimentation. Le cochon est un animal sacré dans la tradition et est généralement mangé lors de fêtes et d'événements importants. On pense qu'il a été introduit sur le territoire par diverses migrations plus anciennes, comme celle du peuple Lapita, avec la volaille. Les vaches et les chèvres ont été introduites par les premiers colons européens, mais le bétail est devenu une industrie d'exportation croissante pour le pays. Le bœuf et la volaille font partie du régime alimentaire des ménages.